# زیردریایی یو-۲۳۳۶
زیردریایی یو-۲۳۳۶ (به انگلیسی: German submarine U-2336) یک زیردریایی است که طول آن ۳۴٫۷ متر (۱۱۳ فوت ۱۰ اینچ) می‌باشد. این زیردریایی در سال ۱۹۴۴ ساخته شد.